# Берёзовка (Новогоренский сельсовет)
Берёзовка (варианты названий Берёзовская пристань, пристань Берёзовка) — исчезнувший посёлок в Колпашевском районе Томской области. На момент упразднения входил в состав Новогоренского сельсовета. Упразднен в 1972 году.

## География
Посёлок располагался на левом берегу реки Обь, в 16,5 км (по прямой) к северо-западу от деревни Новогорное. В посёлке располагалась одноименная речная пристань.

## История
Посёлок возник в начале 1930-х годов, когда бассейн реки Обь стал местом расселения спецпоселенцев из числа кулаков. По данным на 1938 год спецпосёлок Березовка подчинялся Копыловской поселковой комендатуре. В посёлке проживала 38 семей спецпоселенцев.
Решением № 186 Томского облисполкома от 20 июля 1972 г. посёлок Берёзовка исключен из учётных данных.

## Население
| 1952 | 1959 | 1970 |
| ---- | ---- | ---- |
| 26   | ↘21  | ↘1   |

В 1938 году в поселке проживало 152 человека спецпоселенцев, в том числе 35 мужчин, 44 женщины и 73 ребенка до 16 лет.